# Florence Earle Coates

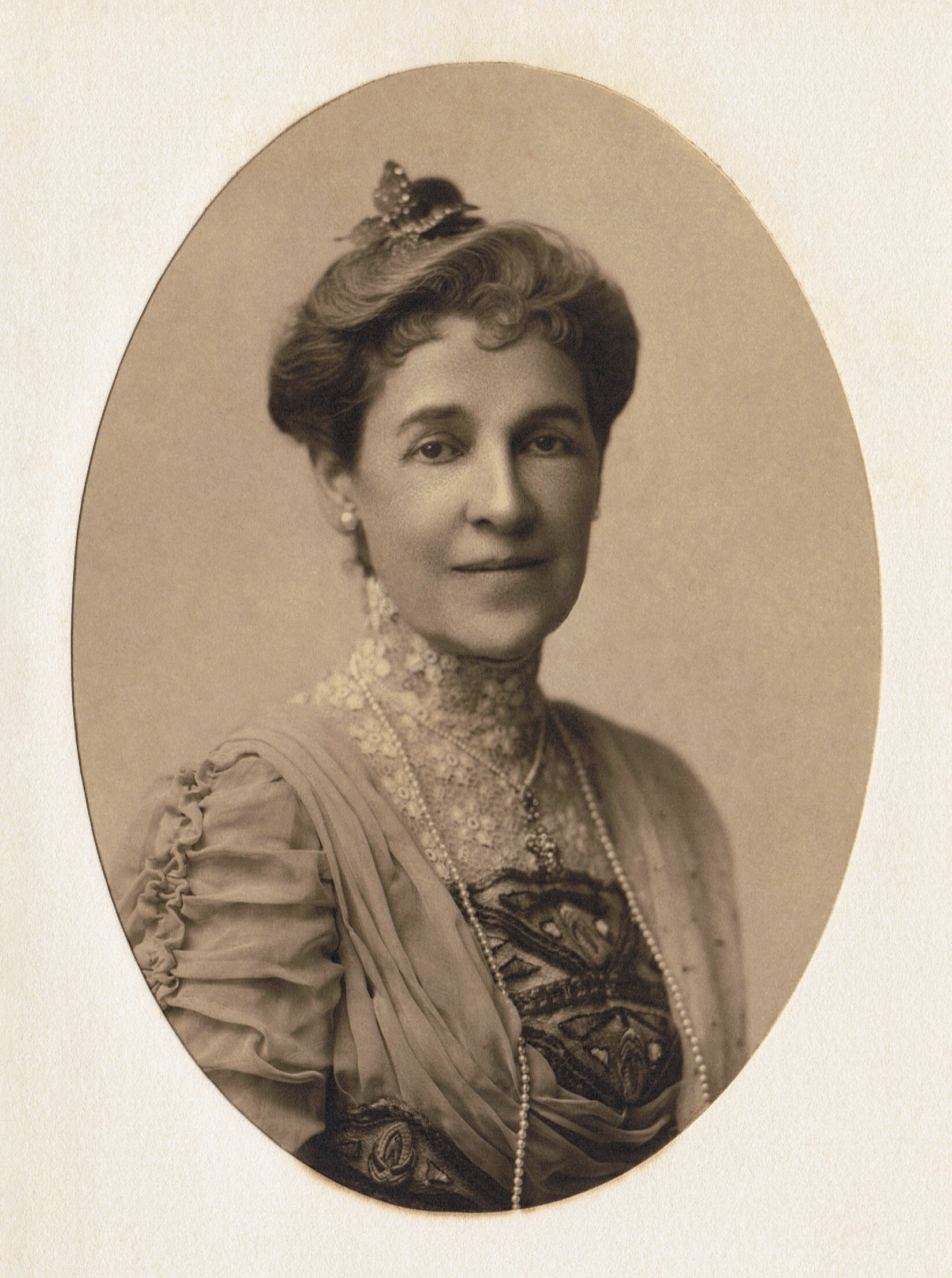
Florence Van Leer Earle Coates, vor 1916

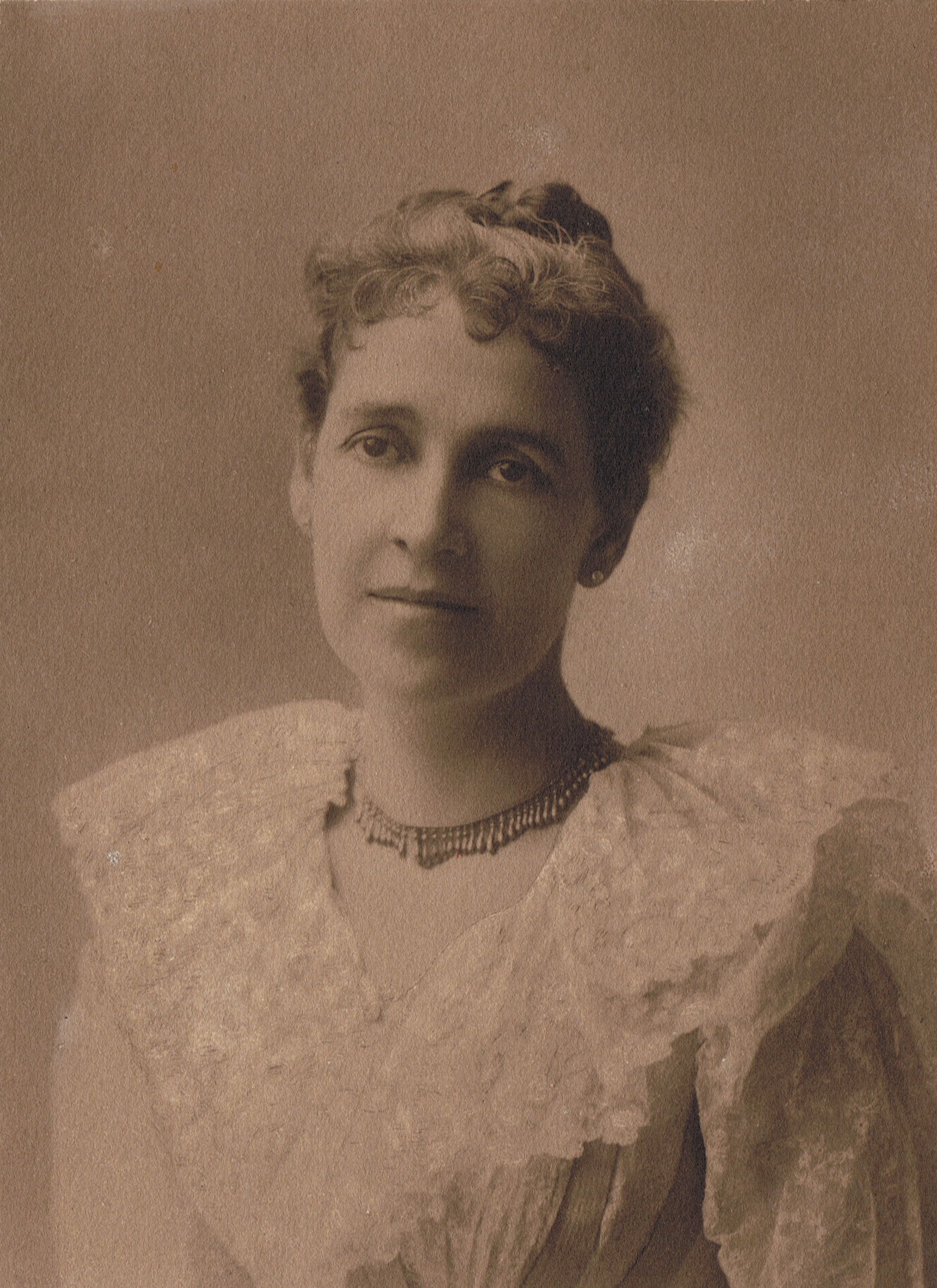
Florence Van Leer Earle Coates, vor 1894

Florence Earle Coates bzw. Florence Van Leer Earle Nicholson Coates (* 1. Juli 1850 in Philadelphia, Pennsylvania; † 6. April 1927 ebenda) war eine US-amerikanische Dichterin. Ihr umfangreiches Werk wurde in Literaturzeitschriften veröffentlicht und zum Teil vertont. Ihr Mentor war der englische Dichter Matthew Arnold, mit dem sie eine lebenslange Freundschaft pflegte. Berühmt wurde sie durch ihre zahlreichen Naturgedichte, die von der Flora und Fauna der Adirondack Mountains, wo sie lebte, inspiriert wurden.

## Leben
Coates wurde als älteste Tochter des Anwalts George Hussey Earle Sr. und von Frances („Fanny“) Van Leer Earle geboren. Sie war die Enkelin des bekannten Abolitionisten und Philanthropen Thomas Earle und ein Mitglied der einflussreichen deutsch-amerikanischen Familie Van Leer, die zu den ersten Siedlern der Province of Pennsylvania gehörte.
Sie besuchte die von dem Abolitionisten Theodore Dwight Weld geleitete Schule in New England und bildete sich im Ausland im Konvent Sacré Cœur in Paris (heute das Musée Rodin) und durch ein Musikstudium in Brüssel bei namhaften Lehrern der Zeit weiter.
Coates heiratete William Nicholson im Jahr 1872. Er starb im Jahr 1877. Am 7. Januar 1879 heiratete sie Edward Hornor Coates in der Christ Church in Philadelphia. Edward Coates adoptierte schließlich die Tochter aus ihrer ersten Ehe, Alice Earle Nicholson (* 21. Oktober 1873). Florence und Edward Coates bekamen 1881 ein gemeinsames Kind, aber Josephine Wisner Coates starb bereits am 5. März 1881 im Säuglingsalter. Edward Coates war von 1890 bis 1906 Präsident der Pennsylvania Academy of the Fine Arts. Er starb am 23. Dezember 1921. Im Jahr 1923 schenkte Florence Coates der Academy die Edward H. Coates Memorial Collection.
Berühmt wurde Coates im In- und Ausland durch ihre Gedichte, von denen fast dreihundert in Literaturzeitschriften wie dem The Atlantic, Scribner’s Magazine, The Literary Digest, Lippincott's, The Century Magazine oder Harper’s Magazine veröffentlicht wurden. Viele ihrer Gedichte wurden von namhaften Komponisten wie Amy Beach vertont.
Der Literatur- und Gesellschaftskritiker Matthew Arnold förderte und inspirierte Coates’ dichterisches Schaffen. Er war Gast im Haus der Familie in Germantown, als ihn seine Vortragsreisen nach Philadelphia führten. Coates und Arnold trafen sich zum ersten Mal in New York City – während Arnolds erster Besuchs- und Vortragsreise durch Amerika – im Haus von Andrew Carnegie und freundeten sich an.  Die Tournee ,(die von Oktober 1883 bis März 1884 dauerte,) brachte Arnold im Dezember 1883 nach Philadelphia, wo er in der Association Hall Vorträge über die Doctrine of the Remnant und über Emerson hielt. Sein zweiter Besuch und seine zweite Amerikatournee fanden 1886 statt und führten ihn Anfang Juni nach Philadelphia, wo er erneut bei Coates zu Gast war und in der Kapelle der University of Pennsylvania zum Thema Foreign Education sprach. Arnold schrieb Coates 1887 und 1888 aus England, und beschrieb seine Erinnerung an und Vorliebe für ihre „Tulpenbäume und Ahornbäume“ in ihrem Haus Willing Terrace in Germantown. Coates schrieb oder veröffentlichte nur selten Prosa, aber im April 1894 und im Dezember 1909 schrieb sie persönliche Erinnerungen an ihren Mentor für die Zeitschriften The Century und Lippincott's.
Zwischen 1887 und 1912 veröffentlichte Coates über zwei Dutzend Gedichte in der Zeitschrift The Century. Ihre Korrespondenz mit dem Herausgeber, Richard Watson Gilder, und anderen ist auf der Website der New York Public Library Digital Collections dokumentiert. In einem Brief vom 12. März 1905 legte Coates Gilder ein Gedicht vor, das sie geschrieben hatte, nachdem sie von einem Foto von Helen Keller mit einer Rose inspiriert worden war, das im Januar zuvor in The Century veröffentlicht worden war. Coates bat darum, dass dem Gedicht im Falle einer Veröffentlichung auch eine Kopie des Fotos beigefügt werden solle, und teilte mit, dass Frau Keller ihr bereits „jede Erlaubnis“ dazu gegeben habe. Das Gedicht Helen Keller with a Rose wurde in der Ausgabe vom Juli 1905 veröffentlicht – ohne das beigefügte Foto, aber mit Verweis auf die Ausgabe, in der es zuerst erschienen war.
Die Coates verbrachten ihre Sommermonate oft in den Adirondacks, wo sie am Upper St. Regis Lake ihr Camp Elsinore unterhielten und Freunde beherbergten. Dazu gehörten In den frühen 1900er Jahren Anna Roosevelt Cowles („Bamie“), die ältere Schwester von Theodore Roosevelt, und Alice Roosevelt, seine Tochter. Viele von Coates’ Naturgedichten wurden von der Flora und Fauna der Adirondack Mountains inspiriert.
In der Märzausgabe 1913 des Lippincott's Monthly Magazine gibt der bekannte Anthologe und Dichter William Stanley Braithwaite eine ausführliche neunseitige Besprechung von Coates’ Gedichten, in der er berichtet, wie „sie aus der olympischen Welt Figuren schöpft, die ein Motiv oder ein Verlangen im menschlichen Verhalten verkörpern, und in der modernen Welt das Lob von Männern und Frauen, die Heldentaten vollbracht oder Opfer gebracht haben; oder Ereignisse beklagt, die sich auf den sozialen und ethischen Fortschritt auswirken, und zeigt so, wie segensreich sie ihre Kunst, ohne ihre abstrakte Funktion als Schöpferin von Schönheit und Vergnügen auch nur im Geringsten zu verändern, in den Dienst tiefgreifender und lebenswichtiger Probleme gestellt hat“. Ein großer Teil von Coates’ später veröffentlichten Werken wurde in den Jahren des Ersten Weltkriegs verfasst und zeigte ihre Sorge um solche „tiefgreifenden und lebenswichtigen Probleme“, als sie zum Beispiel in ihrer privat veröffentlichten Broschüre mit Kriegslyrik, Pro Patria (1917), die amerikanische Beteiligung am Krieg unterstützte.
Coates war 1886 Mitbegründerin des Contemporary Club of Philadelphia, 1896 eine von zwanzig Gründern der Society of Mayflower Descendants in the Commonwealth of Pennsylvania und zweimal Präsidentin der Browning Society of Philadelphia, von 1895 bis 1903 und erneut von 1907 bis 1908. Im Jahr 1915 wurde Coates von der Federation of Women’s Clubs des Bundesstaates Pennsylvania einstimmig zum „Poet Laureate“ gewählt.
Coates starb am 6. April 1927 im Hahnemann-Krankenhaus in Philadelphia. Sie ist auf dem Friedhof der Church of the Redeemer in Bryn Mawr, PA, neben ihrem Ehemann und ihrem Bruder George Howard Earle, Jr. und mehreren seiner Nachkommen begraben.

## Werke
- Memorial Ode. Riverside Press, Cambridge, MA 1898.
- Poems. Houghton Mifflin, Boston & New York 1898.
- Mine and Thine. Houghton Mifflin, Boston & New York 1904.
- Lyrics of Life. Houghton Mifflin, Boston & New York 1909.
- The Unconquered Air, and other poems. Houghton Mifflin, Boston & New York 1912.
- Poems (2 Bände). Houghton Mifflin, Boston & New York: 1916.
- Pro Patria. Eigenverlag, Philadelphia 1917.

Eine große Zahl ihrer Werke, Zeitschriftenabbildungen und Fotografien sind auf Commons und Wikisource verfügbar.